# Cheilosia seripila
Cheilosia seripila är en tvåvingeart som beskrevs av Hull och Fluke 1950. Cheilosia seripila ingår i släktet örtblomflugor, och familjen blomflugor. Inga underarter finns listade i Catalogue of Life.